# Eleições legislativas portuguesas de 2015 no distrito de Castelo Branco
| Eleições legislativas portuguesas de 2015 Distritos: Aveiro \| Beja \| Braga \| Bragança \| Castelo Branco \| Coimbra \| Évora \| Faro \| Guarda \| Leiria \| Lisboa \| Portalegre \| Porto \| Santarém \| Setúbal \| Viana do Castelo \| Vila Real \| Viseu \| Açores \| Madeira \| Estrangeiro |

## Resultados por concelho
Os resultados nos concelhos do Distrito de Castelo Branco foram os seguintes:

### Belmonte
| Partido                 | Partido                         | Votos | %               | +/-   |
| ----------------------- | ------------------------------- | ----- | --------------- | ----- |
|                         | Partido Socialista              | 1 458 | 43,44 / 100,00  | 6,02  |
|                         | Portugal à Frente               | 917   | 27,32 / 100,00  | 13,99 |
|                         | Bloco de Esquerda               | 371   | 11,05 / 100,00  | 5,82  |
|                         | Coligação Democrática Unitária  | 265   | 7,90 / 100,00   | 1,49  |
|                         | LIVRE/Tempo de Avançar          | 50    | 1,49 / 100,00   | Novo  |
|                         | Partido Democrático Republicano | 43    | 1,28 / 100,00   | Novo  |
|                         | PCTP/MRPP                       | 34    | 1,01 / 100,00   | 0,83  |
|                         | Outros                          | 88    | 2,64 / 100,00   |       |
| Votos Inválidos         | Votos Inválidos                 | 130   | 3,88 / 100,00   | 0,03  |
| Total                   | Total                           | 3 356 | 100,00 / 100,00 |       |
| Eleitorado/Participação | Eleitorado/Participação         | 6 534 | 51,36 / 100,00  | 2,24  |

| Freguesia                   | %     | %     | %     | %    | %    | %    | %    | Votantes |
| Freguesia                   | PS    | PÀF   | BE    | CDU  | L    | PDR  | PCTP | Votantes |
| --------------------------- | ----- | ----- | ----- | ---- | ---- | ---- | ---- | -------- |
| Belmonte e Colmeal da Torre | 44,10 | 25,41 | 11,21 | 8,23 | 2,49 | 1,46 | 0,60 | 1 846    |
| Caria                       | 41,11 | 30,01 | 11,20 | 7,91 | 0,31 | 1,34 | 1,44 | 973      |
| Inguias                     | 38,62 | 33,53 | 11,98 | 6,89 | 0,30 | 0    | 2,40 | 334      |
| Maçainhas                   | 56,65 | 21,67 | 7,39  | 6,40 | 0    | 1,48 | 0,49 | 203      |
| Belmonte                    | 43,44 | 27,32 | 11,05 | 7,90 | 1,49 | 1,28 | 1,01 | 3 356    |

### Castelo Branco
| Partido                 | Partido                         | Votos  | %               | +/-   |
| ----------------------- | ------------------------------- | ------ | --------------- | ----- |
|                         | Partido Socialista              | 11 942 | 40,79 / 100,00  | 8,32  |
|                         | Portugal à Frente               | 9 863  | 33,69 / 100,00  | 15,12 |
|                         | Bloco de Esquerda               | 3 066  | 10,47 / 100,00  | 5,01  |
|                         | Coligação Democrática Unitária  | 1 467  | 5,01 / 100,00   | 0,49  |
|                         | Pessoas–Animais–Natureza        | 308    | 1,05 / 100,00   | 0,27  |
|                         | Partido Democrático Republicano | 296    | 1,01 / 100,00   | Novo  |
|                         | PCTP/MRPP                       | 295    | 1,01 / 100,00   | 0,37  |
|                         | Outros                          | 855    | 2,91 / 100,00   |       |
| Votos Inválidos         | Votos Inválidos                 | 1 187  | 4,09 / 100,00   | 0,42  |
| Total                   | Total                           | 29 279 | 100,00 / 100,00 |       |
| Eleitorado/Participação | Eleitorado/Participação         | 50 613 | 57,85 / 100,00  | 0,58  |

| Freguesia                        | %     | %     | %     | %     | %    | %    | %    | Votantes |
| Freguesia                        | PS    | PÀF   | BE    | CDU   | PAN  | PDR  | PCTP | Votantes |
| -------------------------------- | ----- | ----- | ----- | ----- | ---- | ---- | ---- | -------- |
| Alcains                          | 46,40 | 27,10 | 11,75 | 4,83  | 0,51 | 1,06 | 0,98 | 2 358    |
| Almaceda                         | 39,66 | 44,13 | 6,15  | 3,35  | 0,84 | 0,84 | 0,84 | 358      |
| Benquerenças                     | 49,08 | 26,77 | 10,24 | 3,15  | 0,52 | 1,31 | 0,79 | 381      |
| Castelo Branco                   | 37,51 | 35,87 | 11,52 | 4,95  | 1,25 | 1,05 | 0,86 | 17 892   |
| Cebolais de Cima e Retaxo        | 47,14 | 22,62 | 9,94  | 10,85 | 0,52 | 1,31 | 0,79 | 381      |
| Escalos de Baixo e Mata          | 51,81 | 26,13 | 8,91  | 3,78  | 0,76 | 0,91 | 1,21 | 662      |
| Escalos de Cima e Lousa          | 51,63 | 22,11 | 9,26  | 5,23  | 0,87 | 1,42 | 1,74 | 918      |
| Freixial e Juncal do Campo       | 44,31 | 25,88 | 11,57 | 4,90  | 1,18 | 1,76 | 1,18 | 510      |
| Lardosa                          | 43,42 | 32,30 | 8,64  | 7,41  | 1,65 | 0,62 | 1,23 | 486      |
| Louriçal do Campo                | 52,80 | 35,71 | 4,04  | 3,42  | 0,31 | 0,31 | 0,93 | 322      |
| Malpica do Tejo                  | 62,32 | 10,21 | 3,87  | 15,14 | 0,35 | 0    | 1,41 | 284      |
| Monforte da Beira                | 63,43 | 21,71 | 0,57  | 2,29  | 0    | 2,86 | 0    | 175      |
| Ninho do Açor e Sobral do Campo  | 46,44 | 30,89 | 9,29  | 2,81  | 0,43 | 1,94 | 1,73 | 463      |
| Póvoa de Rio de Moinhos e Cafede | 42,75 | 32,84 | 10,09 | 3,49  | 0,18 | 0,55 | 1,28 | 545      |
| Salgueiro do Campo               | 43,65 | 29,30 | 10,25 | 5,33  | 0,82 | 0,61 | 1,23 | 488      |
| Santo André das Tojeiras         | 46,67 | 41,38 | 2,30  | 1,15  | 0    | 0,23 | 0,46 | 435      |
| São Vicente da Beira             | 39,33 | 40,06 | 7,75  | 3,95  | 0,29 | 0,44 | 1,32 | 684      |
| Sarzedas                         | 35,92 | 48,79 | 4,71  | 1,66  | 1,27 | 0,76 | 0,25 | 785      |
| Tinalhas                         | 34,05 | 38,04 | 8,90  | 5,21  | 1,23 | 0,61 | 3,37 | 326      |
| Castelo Branco                   | 40,79 | 33,69 | 10,47 | 5,01  | 1,05 | 1,01 | 1,01 | 29 279   |

### Covilhã
| Partido                 | Partido                         | Votos  | %               | +/-  |
| ----------------------- | ------------------------------- | ------ | --------------- | ---- |
|                         | Partido Socialista              | 12 061 | 43,67 / 100,00  | 0,65 |
|                         | Portugal à Frente               | 6 959  | 25,20 / 100,00  | 9,43 |
|                         | Bloco de Esquerda               | 3 353  | 12,14 / 100,00  | 7,34 |
|                         | Coligação Democrática Unitária  | 2 828  | 10,24 / 100,00  | 1,84 |
|                         | PCTP/MRPP                       | 319    | 1,16 / 100,00   | 0,33 |
|                         | Partido Democrático Republicano | 297    | 1,08 / 100,00   | Novo |
|                         | Outros                          | 841    | 3,05 / 100,00   |      |
| Votos Inválidos         | Votos Inválidos                 | 958    | 3,47 / 100,00   | 0,66 |
| Total                   | Total                           | 27 616 | 100,00 / 100,00 |      |
| Eleitorado/Participação | Eleitorado/Participação         | 48 554 | 56,88 / 100,00  | 0,84 |

| Freguesia                        | %     | %     | %     | %     | %    | %    | Votantes |
| Freguesia                        | PS    | PÀF   | BE    | CDU   | PCTP | PDR  | Votantes |
| -------------------------------- | ----- | ----- | ----- | ----- | ---- | ---- | -------- |
| Aldeia de São Francisco de Assis | 49,51 | 25,57 | 9,06  | 10,36 | 0,32 | 0,97 | 309      |
| Barco e Coutada                  | 50,28 | 29,91 | 7,52  | 3,85  | 0,73 | 1,28 | 545      |
| Boidobra                         | 40,75 | 21,84 | 14,00 | 14,06 | 1,62 | 0,84 | 1 671    |
| Cantar-Galo e Vila do Carvalho   | 54,15 | 14,36 | 12,82 | 12,02 | 1,29 | 1,24 | 2 013    |
| Casegas e Ourondo                | 47,54 | 30,05 | 6,90  | 6,90  | 1,48 | 0,25 | 406      |
| Cortes do Meio                   | 48,07 | 26,61 | 7,51  | 9,87  | 0,64 | 0,64 | 466      |
| Covilhã e Canhoso                | 43,44 | 26,41 | 12,89 | 8,93  | 0,87 | 1,27 | 10 449   |
| Dominguizo                       | 40,16 | 31,48 | 10,82 | 7,87  | 1,64 | 1,15 | 610      |
| Erada                            | 43,08 | 28,08 | 11,92 | 4,62  | 0,77 | 3,46 | 260      |
| Ferro                            | 42,32 | 26,32 | 12,90 | 8,52  | 1,42 | 0,52 | 775      |
| Orjais                           | 42,89 | 26,96 | 12,31 | 6,16  | 0,85 | 1,70 | 471      |
| Paul                             | 36,00 | 34,89 | 9,83  | 9,95  | 0,74 | 0,61 | 814      |
| Peraboa                          | 40,84 | 36,45 | 10,36 | 4,98  | 0,60 | 1,20 | 502      |
| Peso e Vales do Rio              | 42,84 | 31,95 | 9,30  | 6,00  | 0,98 | 0,61 | 817      |
| São Jorge da Beira               | 54,59 | 25,20 | 6,04  | 6,30  | 0,52 | 0,52 | 381      |
| Sobral de São Miguel             | 41,06 | 35,77 | 5,28  | 4,88  | 1,22 | 0    | 246      |
| Teixoso e Sarzedo                | 47,08 | 22,25 | 13,94 | 8,31  | 1,61 | 0,81 | 2 360    |
| Tortosendo                       | 35,82 | 23,76 | 11,45 | 19,73 | 1,73 | 0,86 | 3 127    |
| Unhais da Serra                  | 44,53 | 18,27 | 15,87 | 10,53 | 1,87 | 1,07 | 750      |
| Vale Formoso e Aldeia do Souto   | 43,73 | 24,00 | 14,13 | 7,20  | 0,27 | 1,87 | 375      |
| Verdelhos                        | 49,81 | 20,07 | 8,92  | 9,67  | 1,86 | 1,49 | 269      |
| Covilhã                          | 43,67 | 25,20 | 12,14 | 10,24 | 1,16 | 1,08 | 27 616   |

### Fundão
| Partido                 | Partido                        | Votos  | %               | +/-   |
| ----------------------- | ------------------------------ | ------ | --------------- | ----- |
|                         | Partido Socialista             | 5 985  | 39,08 / 100,00  | 3,79  |
|                         | Portugal à Frente              | 5 150  | 33,63 / 100,00  | 13,28 |
|                         | Bloco de Esquerda              | 1 856  | 12,12 / 100,00  | 7,99  |
|                         | Coligação Democrática Unitária | 794    | 5,19 / 100,00   | 1,03  |
|                         | PCTP/MRPP                      | 194    | 1,27 / 100,00   | 0,24  |
|                         | Outros                         | 742    | 4,83 / 100,00   |       |
| Votos Inválidos         | Votos Inválidos                | 592    | 3,87 / 100,00   | 0,77  |
| Total                   | Total                          | 15 313 | 100,00 / 100,00 |       |
| Eleitorado/Participação | Eleitorado/Participação        | 28 131 | 54,43 / 100,00  | 0,98  |

| Freguesia                           | %     | %     | %     | %     | %    | Votantes |
| Freguesia                           | PS    | PÀF   | BE    | CDU   | PCTP | Votantes |
| ----------------------------------- | ----- | ----- | ----- | ----- | ---- | -------- |
| Alcaide                             | 40,21 | 23,59 | 14,48 | 10,19 | 2,14 | 373      |
| Alcaria                             | 41,14 | 29,59 | 13,33 | 3,74  | 1,79 | 615      |
| Alcongosta                          | 39,73 | 33,90 | 15,75 | 5,14  | 1,37 | 292      |
| Alpedrinha                          | 41,41 | 39,06 | 7,81  | 2,54  | 1,37 | 512      |
| Barroca                             | 41,70 | 37,81 | 5,65  | 4,59  | 0,71 | 283      |
| Bogas de Cima                       | 25,62 | 61,08 | 2,96  | 0,99  | 0,49 | 203      |
| Capinha                             | 35,80 | 33,85 | 8,95  | 14,40 | 2,33 | 257      |
| Castelejo                           | 35,95 | 40,51 | 9,11  | 3,29  | 1,27 | 395      |
| Castelo Novo                        | 29,05 | 41,34 | 11,73 | 7,82  | 1,68 | 179      |
| Enxames                             | 36,15 | 20,38 | 21,54 | 6,92  | 0,77 | 260      |
| Fatela                              | 48,21 | 20,85 | 13,03 | 6,19  | 2,28 | 307      |
| Fundão                              | 38,26 | 31,35 | 14,79 | 5,95  | 1,11 | 6 858    |
| Janeiro de Cima e Bogas de Baixo    | 41,48 | 47,27 | 2,89  | 1,61  | 0,96 | 311      |
| Lavacolhos                          | 47,54 | 29,51 | 11,48 | 6,56  | 0,82 | 122      |
| Orca                                | 46,09 | 37,20 | 5,66  | 2,70  | 1,08 | 371      |
| Pero Viseu                          | 35,56 | 31,82 | 14,71 | 3,74  | 3,48 | 374      |
| Póvoa de Atalaia e Atalaia do Campo | 38,28 | 43,34 | 6,28  | 3,06  | 0,61 | 653      |
| Silvares                            | 48,44 | 29,91 | 8,26  | 2,94  | 1,10 | 545      |
| Soalheira                           | 29,36 | 48,94 | 10,64 | 4,04  | 0,21 | 470      |
| Souto da Casa                       | 35,24 | 36,73 | 10,62 | 6,58  | 2,34 | 471      |
| Telhado                             | 36,44 | 33,05 | 12,71 | 4,80  | 1,41 | 354      |
| Três Povos                          | 40,24 | 34,15 | 8,54  | 4,07  | 0,81 | 492      |
| Vale de Prazeres e Mata da Rainha   | 48,05 | 30,52 | 8,12  | 3,41  | 1,62 | 616      |
| Fundão                              | 39,08 | 33,63 | 12,12 | 5,19  | 1,27 | 15 313   |

### Idanha-a-Nova
| Partido                 | Partido                         | Votos | %               | +/-   |
| ----------------------- | ------------------------------- | ----- | --------------- | ----- |
|                         | Partido Socialista              | 2 357 | 46,70 / 100,00  | 8,22  |
|                         | Portugal à Frente               | 1 540 | 30,51 / 100,00  | 16,44 |
|                         | Bloco de Esquerda               | 333   | 6,60 / 100,00   | 4,00  |
|                         | Coligação Democrática Unitária  | 259   | 5,13 / 100,00   | 2,03  |
|                         | PCTP/MRPP                       | 66    | 1,31 / 100,00   | 0,19  |
|                         | Partido Democrático Republicano | 60    | 1,19 / 100,00   | Novo  |
|                         | Outros                          | 202   | 4,01 / 100,00   |       |
| Votos Inválidos         | Votos Inválidos                 | 230   | 4,55 / 100,00   | 0,69  |
| Total                   | Total                           | 5 047 | 100,00 / 100,00 |       |
| Eleitorado/Participação | Eleitorado/Participação         | 9 177 | 55,00 / 100,00  | 1,81  |

| Freguesia                           | %     | %     | %    | %     | %    | %    | Votantes |
| Freguesia                           | PS    | PÀF   | BE   | CDU   | PCTP | PDR  | Votantes |
| ----------------------------------- | ----- | ----- | ---- | ----- | ---- | ---- | -------- |
| Aldeia de Santa Margarida           | 49,34 | 26,97 | 9,87 | 2,63  | 1,97 | 1,97 | 152      |
| Idanha-a-Nova e Alcafozes           | 45,92 | 30,56 | 7,05 | 5,70  | 0,79 | 1,43 | 1 263    |
| Ladoeiro                            | 48,73 | 30,55 | 6,86 | 3,58  | 0,89 | 0,89 | 671      |
| Medelim                             | 48,95 | 29,37 | 4,90 | 2,80  | 0,70 | 0    | 143      |
| Monfortinho e Salvaterra do Extremo | 41,05 | 41,32 | 6,84 | 2,63  | 1,05 | 0    | 380      |
| Monsanto e Idanha-a-Velha           | 46,59 | 25,61 | 6,59 | 4,63  | 1,71 | 1,46 | 410      |
| Oledo                               | 42,86 | 30,10 | 6,12 | 5,61  | 3,06 | 2,04 | 196      |
| Penha Garcia                        | 48,96 | 31,95 | 6,02 | 3,11  | 0,41 | 2,49 | 482      |
| Proença-a-Velha                     | 44,04 | 37,61 | 5,50 | 6,42  | 0,92 | 0,92 | 109      |
| Rosmaninhal                         | 52,16 | 25,88 | 6,67 | 4,31  | 0,39 | 0    | 255      |
| São Miguel de Acha                  | 41,90 | 33,94 | 7,03 | 5,81  | 0,92 | 1,22 | 327      |
| Toulões                             | 59,26 | 22,22 | 4,44 | 3,70  | 3,70 | 0,74 | 135      |
| Zebreira e Segura                   | 45,80 | 27,29 | 5,73 | 11,07 | 3,24 | 0,95 | 524      |
| Idanha-a-Nova                       | 46,70 | 30,51 | 6,60 | 5,13  | 1,31 | 1,19 | 5 047    |

### Oleiros
| Partido                 | Partido                         | Votos | %               | +/-  |
| ----------------------- | ------------------------------- | ----- | --------------- | ---- |
|                         | Portugal à Frente               | 2 058 | 62,67 / 100,00  | 8,50 |
|                         | Partido Socialista              | 715   | 21,77 / 100,00  | 2,30 |
|                         | Bloco de Esquerda               | 141   | 4,29 / 100,00   | 3,19 |
|                         | Coligação Democrática Unitária  | 63    | 1,92 / 100,00   | 0,90 |
|                         | Partido Democrático Republicano | 34    | 1,04 / 100,00   | Novo |
|                         | Outros                          | 113   | 3,44 / 100,00   |      |
| Votos Inválidos         | Votos Inválidos                 | 160   | 4,87 / 100,00   | 0,43 |
| Total                   | Total                           | 3 284 | 100,00 / 100,00 |      |
| Eleitorado/Participação | Eleitorado/Participação         | 5 288 | 62,10 / 100,00  | 1,87 |

| Freguesia                | %     | %     | %    | %    | %    | Votantes |
| Freguesia                | PÀF   | PS    | BE   | CDU  | PDR  | Votantes |
| ------------------------ | ----- | ----- | ---- | ---- | ---- | -------- |
| Álvaro                   | 80,00 | 10,77 | 0,77 | 1,54 | 1,54 | 130      |
| Cambas                   | 72,15 | 20,89 | 2,53 | 1,27 | 0    | 158      |
| Estreito - Vilar Barroco | 63,26 | 20,47 | 3,57 | 1,86 | 0,62 | 645      |
| Isna                     | 68,00 | 17,33 | 3,33 | 2,00 | 2,00 | 150      |
| Madeirã                  | 61,29 | 21,51 | 7,53 | 1,08 | 1,08 | 93       |
| Mosteiro                 | 64,42 | 18,75 | 3,37 | 1,92 | 0    | 208      |
| Oleiros - Amieira        | 61,42 | 22,09 | 5,37 | 1,87 | 1,19 | 1 340    |
| Orvalho                  | 43,97 | 35,50 | 4,56 | 4,23 | 2,28 | 307      |
| Sarnadas de São Simão    | 63,91 | 23,31 | 3,01 | 0    | 0,75 | 133      |
| Sobral                   | 80,00 | 12,50 | 3,33 | 0,83 | 0    | 120      |
| Oleiros                  | 62,67 | 21,77 | 4,29 | 1,92 | 1,04 | 3 284    |

### Penamacor
| Partido                 | Partido                         | Votos | %               | +/-   |
| ----------------------- | ------------------------------- | ----- | --------------- | ----- |
|                         | Portugal à Frente               | 1 071 | 39,65 / 100,00  | 12,33 |
|                         | Partido Socialista              | 904   | 33,47 / 100,00  | 0,24  |
|                         | Bloco de Esquerda               | 256   | 9,48 / 100,00   | 6,32  |
|                         | Coligação Democrática Unitária  | 139   | 5,15 / 100,00   | 2,44  |
|                         | PCTP/MRPP                       | 40    | 1,48 / 100,00   | 0,36  |
|                         | Partido Democrático Republicano | 36    | 1,33 / 100,00   | Novo  |
|                         | Partido Popular Monárquico      | 27    | 1,00 / 100,00   | 0,43  |
|                         | Outros                          | 94    | 3,47 / 100,00   |       |
| Votos Inválidos         | Votos Inválidos                 | 134   | 4,96 / 100,00   | 1,17  |
| Total                   | Total                           | 2 701 | 100,00 / 100,00 |       |
| Eleitorado/Participação | Eleitorado/Participação         | 5 212 | 51,82 / 100,00  | 0,01  |

| Freguesia                                     | %     | %     | %     | %    | %    | %    | %    | Votantes |
| Freguesia                                     | PÀF   | PS    | BE    | CDU  | PCTP | PDR  | PPM  | Votantes |
| --------------------------------------------- | ----- | ----- | ----- | ---- | ---- | ---- | ---- | -------- |
| Aldeia do Bispo, Águas e Aldeia de João Pires | 34,55 | 31,27 | 8,36  | 9,45 | 2,73 | 0,73 | 0,73 | 550      |
| Aranhas                                       | 37,57 | 33,33 | 5,82  | 2,65 | 0,53 | 4,76 | 1,59 | 189      |
| Benquerença                                   | 34,78 | 37,55 | 9,09  | 4,74 | 1,19 | 0,79 | 1,19 | 253      |
| Meimão                                        | 44,97 | 36,69 | 5,33  | 2,37 | 0    | 0,59 | 0    | 169      |
| Meimoa                                        | 42,35 | 33,16 | 9,18  | 6,12 | 2,55 | 1,02 | 1,02 | 196      |
| Pedrógão de São Pedro e Bemposta              | 49,35 | 31,49 | 10,06 | 3,25 | 0    | 0    | 1,62 | 308      |
| Penamacor                                     | 43,85 | 29,14 | 13,72 | 3,82 | 1,41 | 1,56 | 0,57 | 707      |
| Salvador                                      | 28,49 | 40,78 | 8,94  | 5,03 | 1,12 | 0,56 | 2,23 | 179      |
| Vale da Senhora da Póvoa                      | 33,33 | 47,33 | 3,33  | 5,33 | 2,67 | 4,00 | 1,33 | 150      |
| Penamacor                                     | 39,65 | 33,47 | 9,48  | 5,15 | 1,48 | 1,33 | 1,00 | 2 701    |

### Proença-a-Nova
| Partido                 | Partido                        | Votos | %               | +/-  |
| ----------------------- | ------------------------------ | ----- | --------------- | ---- |
|                         | Portugal à Frente              | 2 563 | 54,36 / 100,00  | 7,48 |
|                         | Partido Socialista             | 1 409 | 29,88 / 100,00  | 2,49 |
|                         | Bloco de Esquerda              | 262   | 5,56 / 100,00   | 4,01 |
|                         | Coligação Democrática Unitária | 75    | 1,59 / 100,00   | 0,32 |
|                         | Outros                         | 199   | 4,22 / 100,00   |      |
| Votos Inválidos         | Votos Inválidos                | 207   | 4,39 / 100,00   | 0,41 |
| Total                   | Total                          | 4 715 | 100,00 / 100,00 |      |
| Eleitorado/Participação | Eleitorado/Participação        | 7 670 | 61,47 / 100,00  | 1,74 |

| Freguesia                          | %     | %     | %    | %    | Votantes |
| Freguesia                          | PÀF   | PS    | BE   | CDU  | Votantes |
| ---------------------------------- | ----- | ----- | ---- | ---- | -------- |
| Montes da Senhora                  | 55,45 | 30,02 | 5,08 | 1,21 | 413      |
| Proença-a-Nova e Peral             | 54,24 | 29,97 | 5,70 | 1,46 | 2 806    |
| São Pedro do Esteval               | 47,75 | 30,03 | 7,51 | 1,50 | 333      |
| Sobreira Formosa e Alvito da Beira | 56,15 | 29,58 | 4,82 | 2,06 | 1 163    |
| Proença-a-Nova                     | 54,36 | 29,88 | 5,56 | 1,59 | 4 715    |

### Sertã
| Partido                 | Partido                         | Votos  | %               | +/-  |
| ----------------------- | ------------------------------- | ------ | --------------- | ---- |
|                         | Portugal à Frente               | 4 874  | 54,84 / 100,00  | 9,92 |
|                         | Partido Socialista              | 2 285  | 25,71 / 100,00  | 4,10 |
|                         | Bloco de Esquerda               | 562    | 6,32 / 100,00   | 3,67 |
|                         | Coligação Democrática Unitária  | 205    | 2,31 / 100,00   | 0,75 |
|                         | Partido Democrático Republicano | 100    | 1,13 / 100,00   | Novo |
|                         | Outros                          | 365    | 4,10 / 100,00   |      |
| Votos Inválidos         | Votos Inválidos                 | 496    | 5,58 / 100,00   | 0,27 |
| Total                   | Total                           | 8 887  | 100,00 / 100,00 |      |
| Eleitorado/Participação | Eleitorado/Participação         | 14 388 | 61,77 / 100,00  | 0,37 |

| Freguesia                                 | %     | %     | %    | %    | %    | Votantes |
| Freguesia                                 | PÀF   | PS    | BE   | CDU  | PDR  | Votantes |
| ----------------------------------------- | ----- | ----- | ---- | ---- | ---- | -------- |
| Cabeçudo                                  | 41,25 | 35,80 | 8,17 | 3,50 | 0,97 | 514      |
| Carvalhal                                 | 51,45 | 35,14 | 2,90 | 1,09 | 0,36 | 276      |
| Castelo                                   | 52,82 | 31,02 | 4,51 | 2,44 | 0,75 | 532      |
| Cernache do Bonjardim, Nesperal e Palhais | 52,76 | 23,84 | 8,36 | 3,09 | 1,79 | 2 009    |
| Cumeada e Marmeleiro                      | 67,18 | 19,69 | 4,16 | 0,88 | 1,53 | 457      |
| Ermida e Figueiredo                       | 82,91 | 10,18 | 0,73 | 0    | 0,73 | 275      |
| Pedrógão Pequeno                          | 48,46 | 31,06 | 5,95 | 2,64 | 1,32 | 454      |
| Sertã                                     | 53,17 | 25,82 | 7,20 | 2,40 | 1,04 | 3 374    |
| Troviscal                                 | 59,76 | 23,51 | 3,19 | 1,59 | 0,40 | 502      |
| Várzea dos Cavaleiros                     | 66,80 | 22,67 | 2,63 | 0,81 | 0,40 | 494      |
| Sertã                                     | 54,84 | 25,71 | 6,32 | 2,31 | 1,13 | 8 887    |

### Vila de Rei
| Partido                 | Partido                         | Votos | %               | +/-   |
| ----------------------- | ------------------------------- | ----- | --------------- | ----- |
|                         | Portugal à Frente               | 1 236 | 62,14 / 100,00  | 12,99 |
|                         | Partido Socialista              | 354   | 17,80 / 100,00  | 5,74  |
|                         | Bloco de Esquerda               | 102   | 5,13 / 100,00   | 3,31  |
|                         | Coligação Democrática Unitária  | 54    | 2,71 / 100,00   | 0,89  |
|                         | Pessoas–Animais–Natureza        | 22    | 1,11 / 100,00   | 0,55  |
|                         | Partido Democrático Republicano | 20    | 1,01 / 100,00   | Novo  |
|                         | Outros                          | 80    | 4,00 / 100,00   |       |
| Votos Inválidos         | Votos Inválidos                 | 121   | 6,08 / 100,00   | 0,02  |
| Total                   | Total                           | 1 989 | 100,00 / 100,00 |       |
| Eleitorado/Participação | Eleitorado/Participação         | 2 824 | 70,43 / 100,00  | 0,97  |

| Freguesia        | %     | %     | %    | %    | %    | %    | Votantes |
| Freguesia        | PÀF   | PS    | BE   | CDU  | PAN  | PDR  | Votantes |
| ---------------- | ----- | ----- | ---- | ---- | ---- | ---- | -------- |
| Fundada          | 70,07 | 12,59 | 3,09 | 4,04 | 0,71 | 0,24 | 421      |
| São João do Peso | 62,35 | 22,35 | 7,06 | 2,35 | 0    | 0    | 85       |
| Vila de Rei      | 59,88 | 19,02 | 5,60 | 2,36 | 1,28 | 1,28 | 1 483    |
| Vila de Rei      | 62,14 | 17,80 | 5,13 | 2,71 | 1,11 | 1,01 | 1 989    |

### Vila Velha de Ródão
| Partido                 | Partido                        | Votos | %               | +/-   |
| ----------------------- | ------------------------------ | ----- | --------------- | ----- |
|                         | Partido Socialista             | 1 032 | 50,69 / 100,00  | 6,50  |
|                         | Portugal à Frente              | 572   | 28,09 / 100,00  | 12,14 |
|                         | Bloco de Esquerda              | 148   | 7,27 / 100,00   | 4,16  |
|                         | Coligação Democrática Unitária | 137   | 6,73 / 100,00   | 1,42  |
|                         | Partido Popular Monárquico     | 21    | 1,03 / 100,00   | 0,26  |
|                         | Outros                         | 83    | 4,06 / 100,00   |       |
| Votos Inválidos         | Votos Inválidos                | 43    | 2,11 / 100,00   | 1,00  |
| Total                   | Total                          | 2 036 | 100,00 / 100,00 |       |
| Eleitorado/Participação | Eleitorado/Participação        | 2 987 | 68,16 / 100,00  | 3,42  |

| Freguesia           | %     | %     | %    | %    | %    | Votantes |
| Freguesia           | PS    | PÀF   | BE   | CDU  | PPM  | Votantes |
| ------------------- | ----- | ----- | ---- | ---- | ---- | -------- |
| Fratel              | 50,55 | 27,05 | 7,92 | 6,83 | 0,27 | 366      |
| Perais              | 49,84 | 31,15 | 4,92 | 6,56 | 1,97 | 305      |
| Sarnadas de Ródão   | 54,66 | 27,33 | 7,14 | 3,42 | 1,55 | 322      |
| Vila Velha de Ródão | 49,76 | 27,80 | 7,77 | 7,77 | 0,86 | 1 043    |
| Vila Velha de Ródão | 50,69 | 28,09 | 7,27 | 6,73 | 1,03 | 2 036    |